# Edsel Villager
Edsel Villager var en amerikansk bilmodell och en mellanmodell av tre olika utförandena av stationsvagnar som bilmärket Edsel inom Mercury-Edsel-Lincoln-divisionen producerade för Ford Motor Company i USA. Villager baserades i likhet med sina systermodeller Edsel Roundup och Edsel Bermuda på ett kortare chassi som även användes på Ford av modellerna Ranch Wagon, Country Sedan och Country Squire. Även karosstommen delades med fyrdörrarsmodellen Ford Country Sedan.
Villager var en fyrdörrars kombi i två utföranden och tillverkades åren 1958–1960.
Chassit var ett rambygge av traditionellt bakhjulsdrivet amerikanskt snitt. Hjulupphängningen bak var försedd med stel bakaxel och bladfjädring samt en individuell kulledsförsedd framvagn.

## 1958
Karossen var försedd med samma kromutsmyckning och lister som Edsel Ranger frånsett sina speciella bakljus formade som en bumerang. Bilen hade en inpressning (”scallop”) på bakskärmarna som antingen lackerades i bilens kulör eller i en avvikande kulör tillsammans med taket.
Som drivkälla användes som standard en bensindriven V8-motor på 361 kubiktum som var försedd med en fyrports Holleyförgasare. Kraftöverföringen var en 3-växlad manuell växellåda som standard som dock antingen kunde extrautrustas med överväxel (”overdrive”) eller ersättas av samma trestegs automatiska växellåda som manövrerades med hjälp av tryckknappar placerade i rattcentrumet (”Teletouch”) som satt som standard i de lyxigare modellerna av Edsel.
All tillverkning av Villager 1958 skedde vid de tre sammansättningsfabrikerna i Mahwah, New Jersey och San Jose, California samt Louisville, Kentucky.
Totalt uppskattas 3 272 Villager av årsmodellen 1958 ha tillverkats.
| Kod    | Karosstyp         | Antal |
| 79 A   | 9-passenger Wagon | 978   |
| 79 C   | 6-passenger Wagon | 2 294 |
| Totalt | Villager          | 3 272 |
| ------ | ----------------- | ----- |

Cirka ett 50-tal Edsel 58:or såldes nya i Sverige, men sannolikt inte en enda stationsvagn. Den handfull Villagers som idag rullar här är resultatet av import av begagnade bilar från mitten av 1970-talet och framåt.

## 1959
För modellåret 1959 hade man slopat namnen Roundup och Bermuda så att Villager blev den enda stationsvagnen i märkets betydligt bantade utbud. Det var en rent prestandamässigt nedtonad bil som presenterades detta år jämfört med året innan. Den automatiska växellådan Teletouch som visat sig vara otillförlitlig, ersattes med en likvärdig som istället manövrerades på konventionellt sätt via växelspak. Motorstyrkan sjönk med upp till 52 % beroende på utrustning och Villager erbjöds nu med en V8-motor på 200 hk som standard i kombination med en 3-växlad manuell växellåda, men som tillval fanns en även både en 2-stegs såväl som en 3-stegs automat. 
Med undantag för en handfull förseriebilar skedde endast tillverkningen för samtliga stationsvagnar av märket Edsel vid sammansättningsfabriken i Louisville, Kentucky. 
Modellåret 1959 uppskattas totalt 7 820 bilar av modellen Villager ha tillverkats.
| Kod    | Karosstyp         | Antal |
| 71 E   | 9-passenger Wagon | 2 133 |
| 71 F   | 6-passenger Wagon | 5 687 |
| Totalt | Villager          | 7 820 |
| ------ | ----------------- | ----- |

Ingen Edsel Villager av årsmodell 1959 torde ha blivit såld ny i Sverige.

## 1960
Alla modeller var standardutrustade med en V8 på 185 hk, vilken antingen kunde ersättas med en billigare rak sexcylindrig motor på 145 hk eller med en modernare V8 på 300 hk.
Under de dryga två månader som produktionen var igång uppskattas totalt 275 bilar av modellen Villager ha tillverkats, nästan samtliga vid sammansättningsfabriken i Louisville, Kentucky. Om man lägger till 2 571 tillverkade Edsel Ranger blir totalsumman 2 846 fordon av 1960 års modell.
| Kod    | Karosstyp         | Antal |
| 71 3   | 9-passenger Wagon | 59    |
| 71 F   | 6-passenger Wagon | 216   |
| Totalt | Villager          | 275   |
| ------ | ----------------- | ----- |

Bilmärket Edsel slutade tillverkas den 19 november 1959 och den absolut sista bilen som rullade av det löpande bandet vid fabriken i Louisville var just en Villager.

## Övrigt
Till skillnad mot hur fallet var i USA så skedde försäljningen av Edsel i de nordiska länderna via samma återförsäljare som sålde Ford. Det fick till följd att bilarna i Skandinavien har kommit att kallas ”Ford Edsel” (jmfr. Mercury och Lincoln).
Efter det att produktionen lagts ner har modellnamnet Villager senare kommit att återanvändas inom Fordkoncernen dels på stationsvagnen Mercury Comet Villager (1962–1967), och dels på den Nissanbaserade minivanen Mercury Villager (1993–2002).

## Bildgalleri

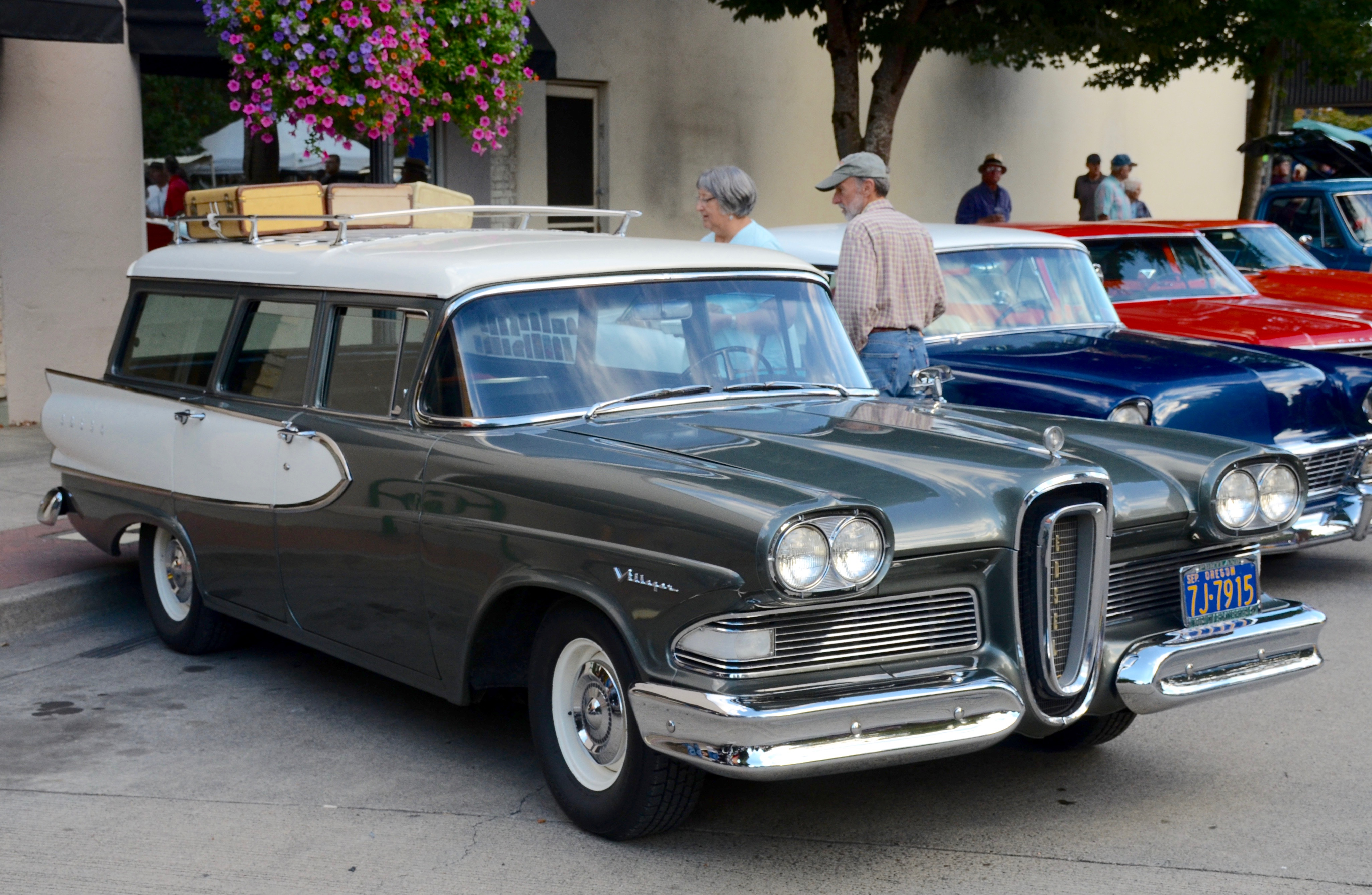
1958 Edsel Villager
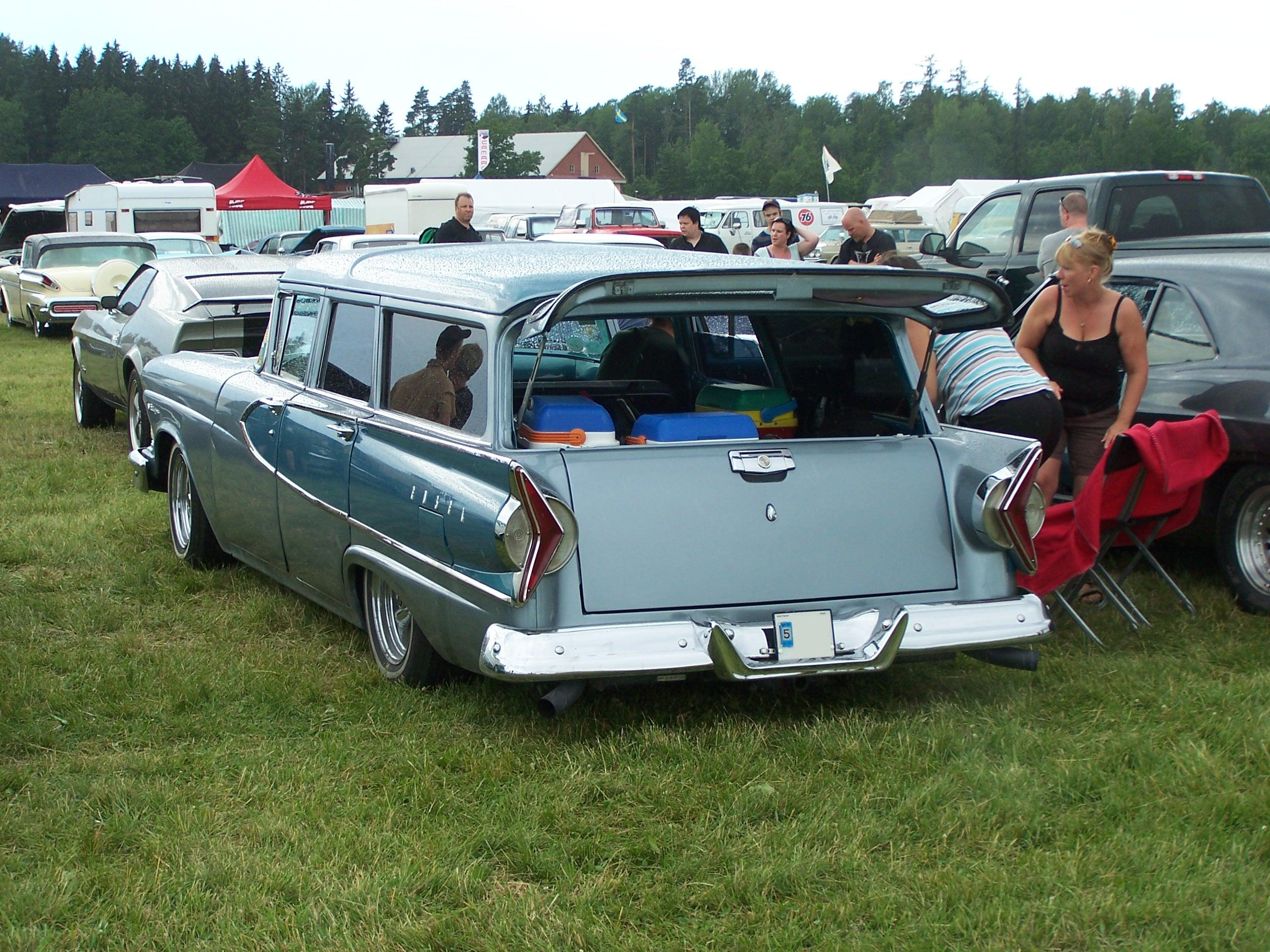
1958 Edsel Villager
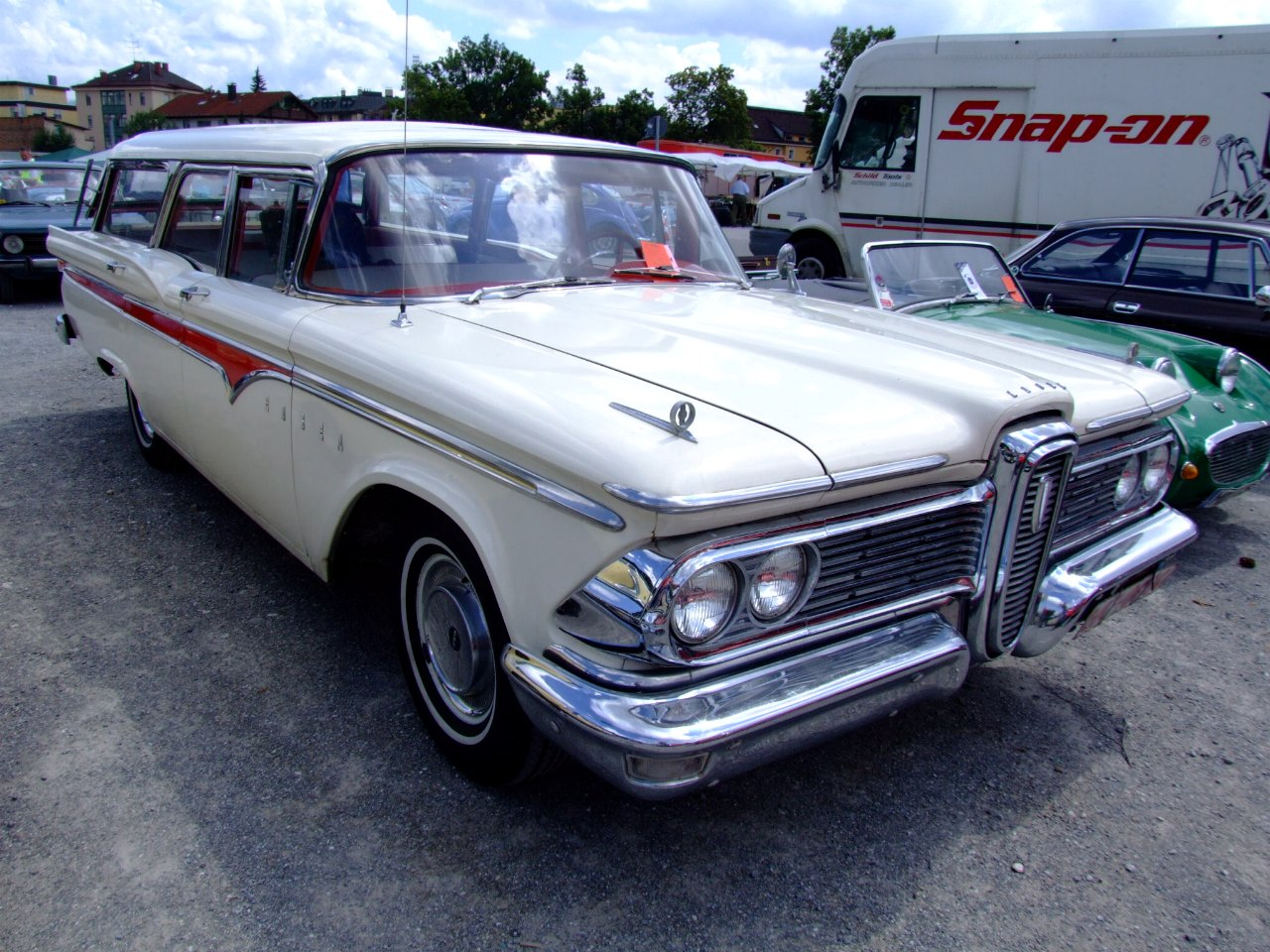
1959 Edsel Villager
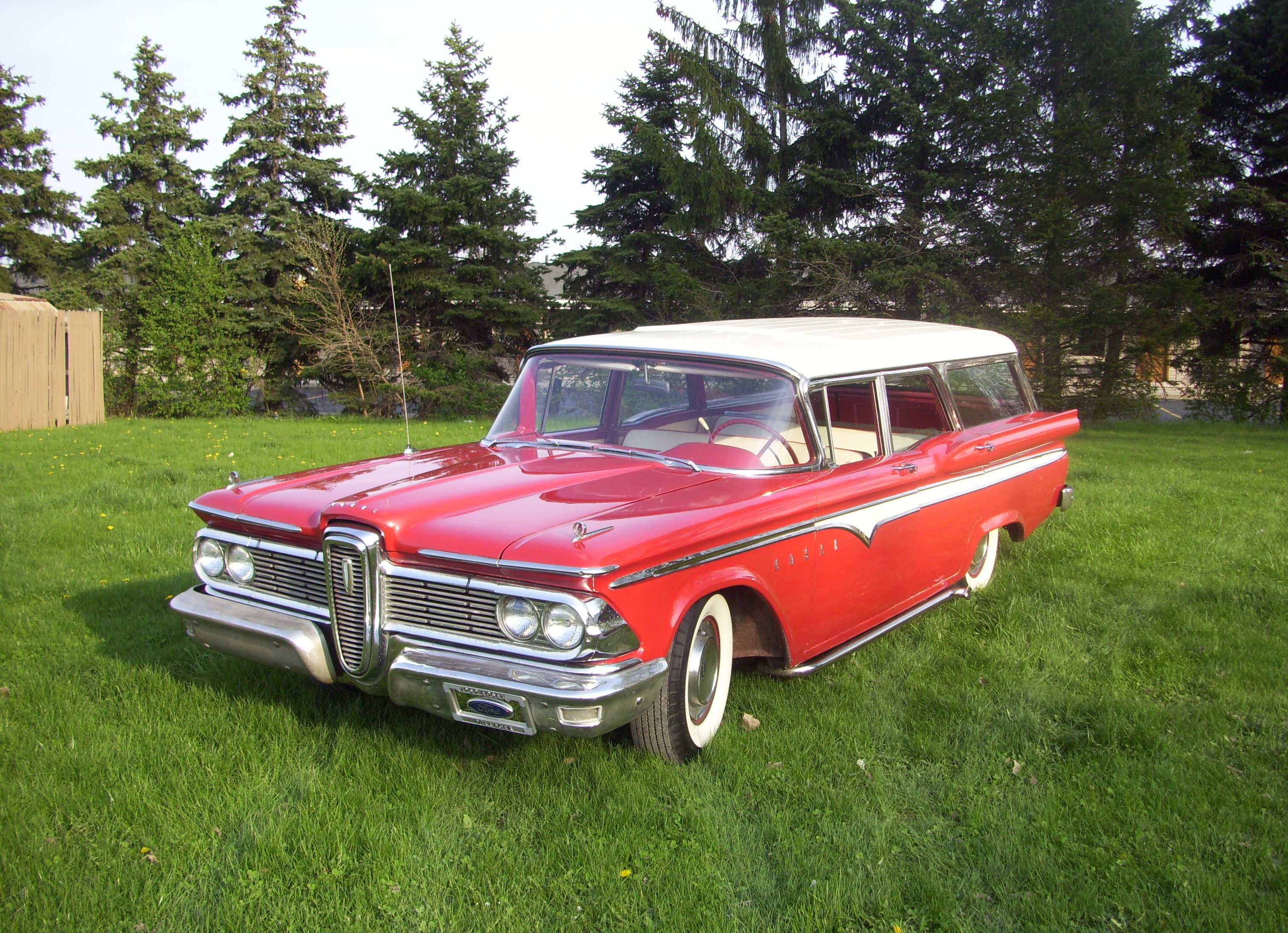
1959 Edsel Villager
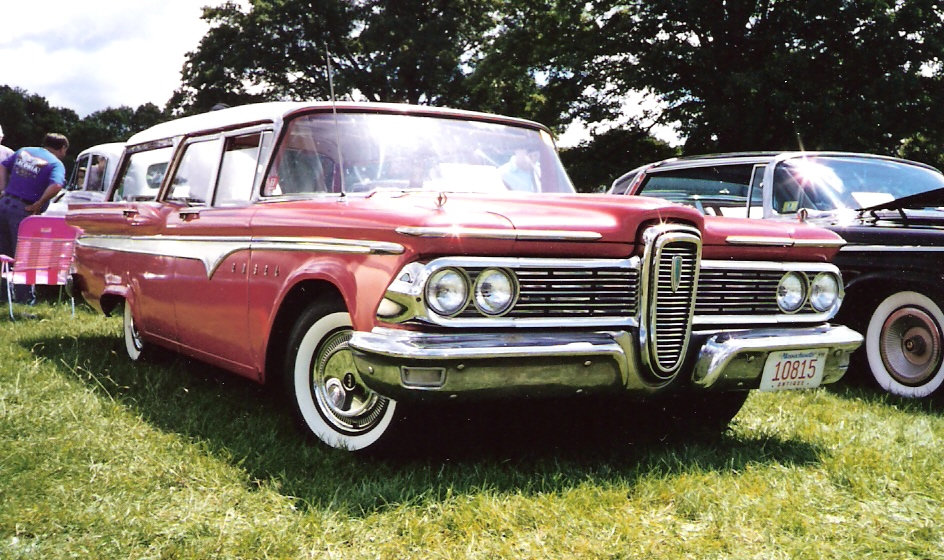
1959 Edsel Villager
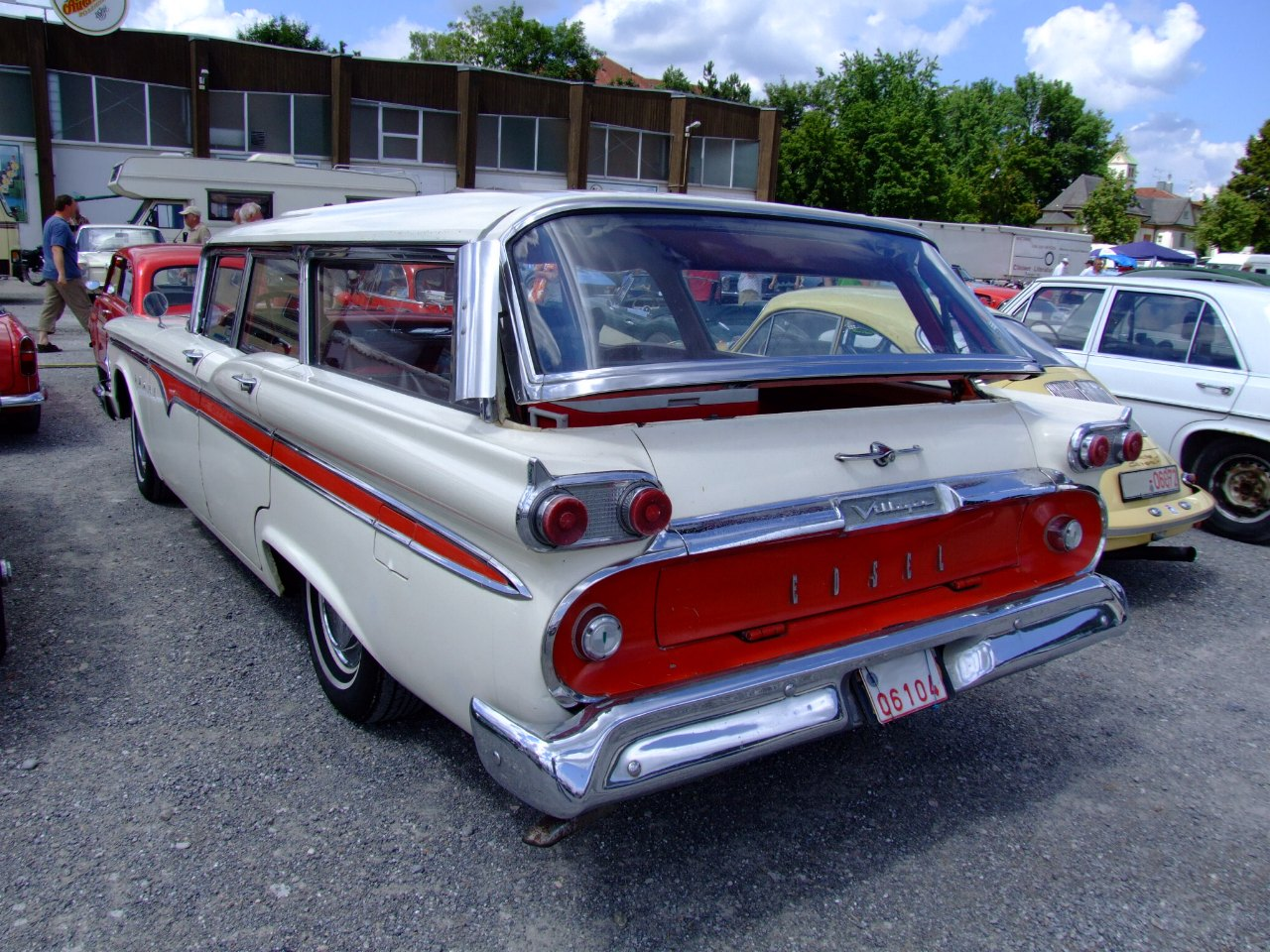
1959 Edsel Villager
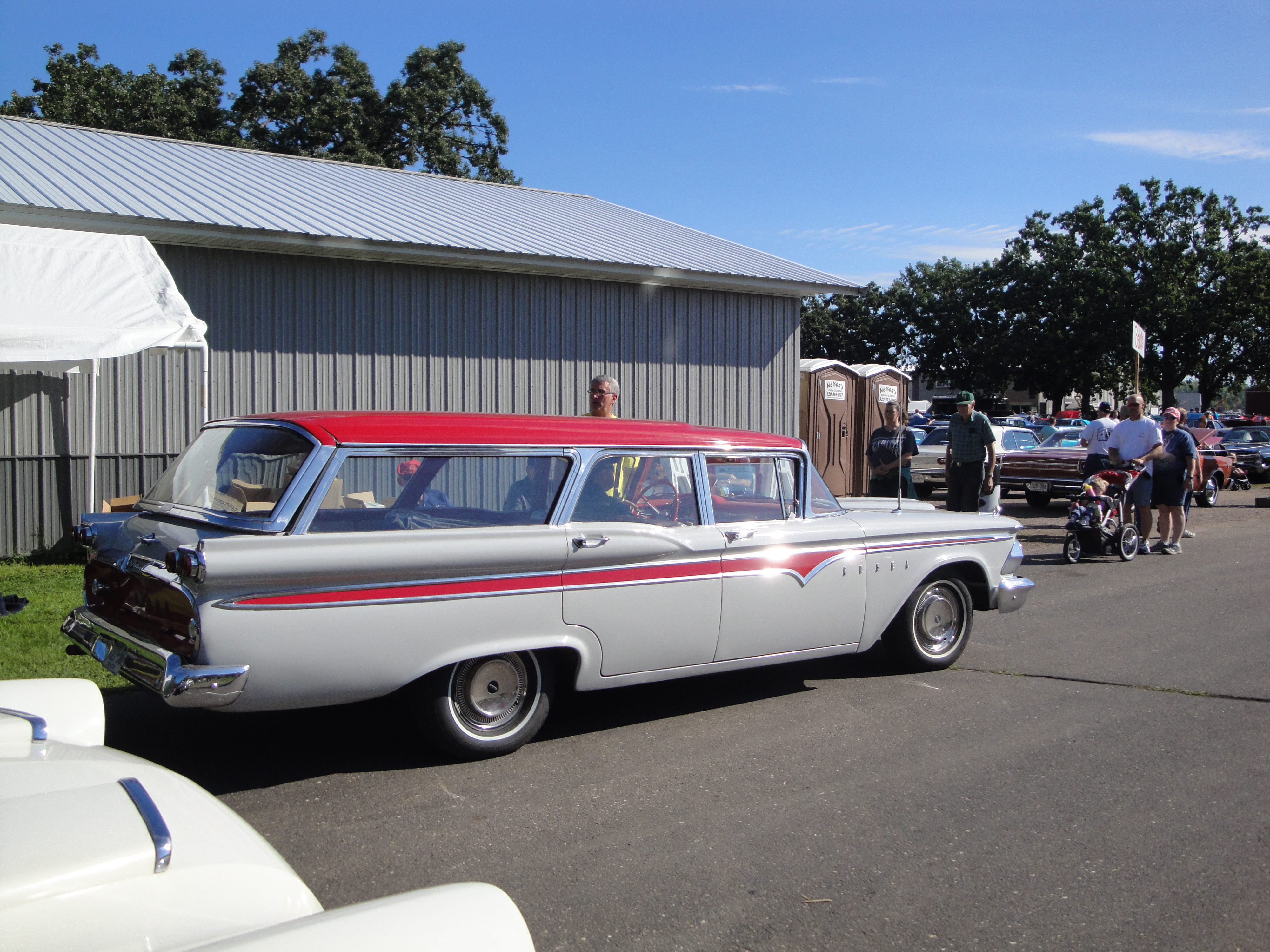
1959 Edsel Villager
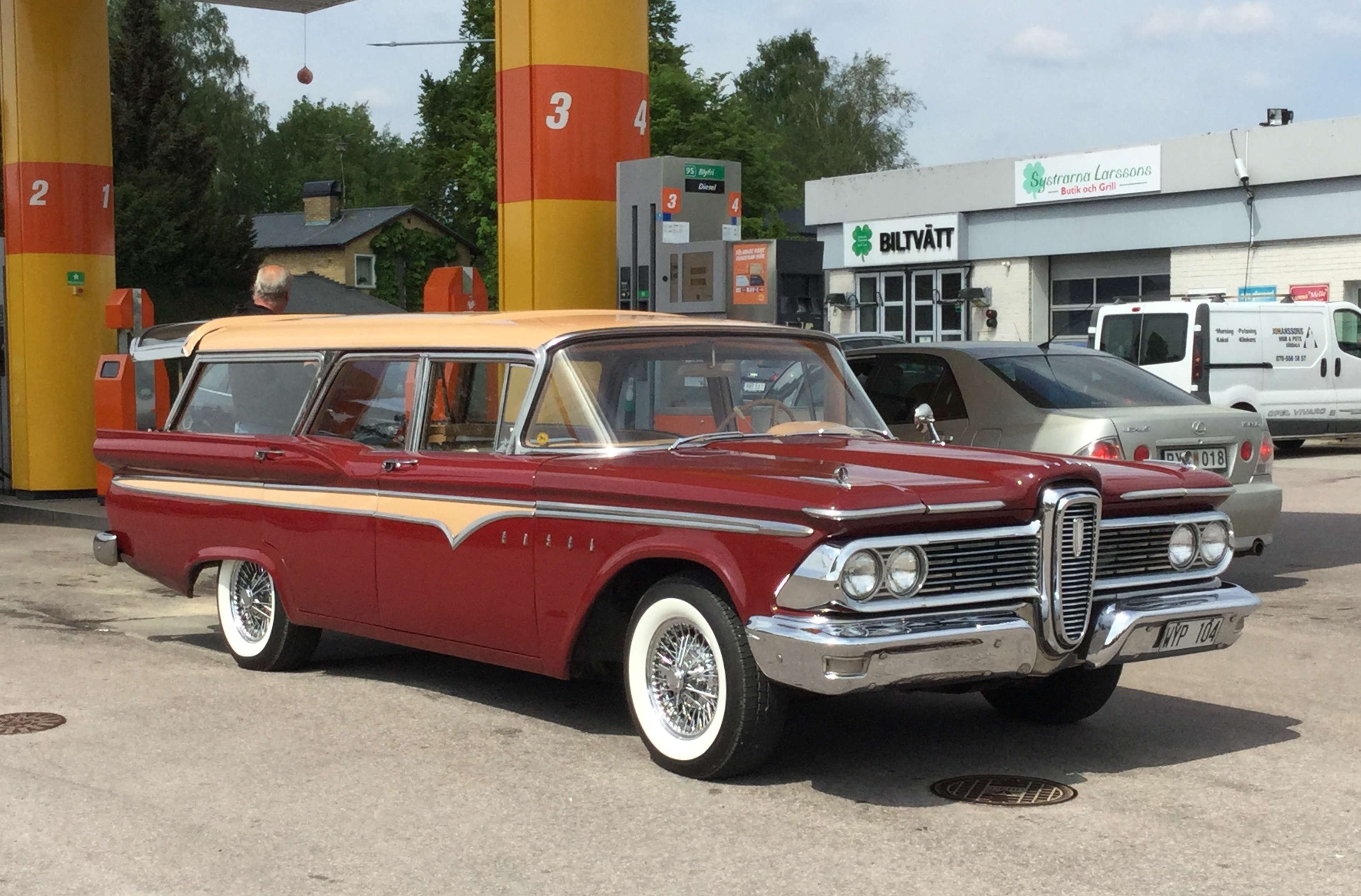
1959 Edsel Villager
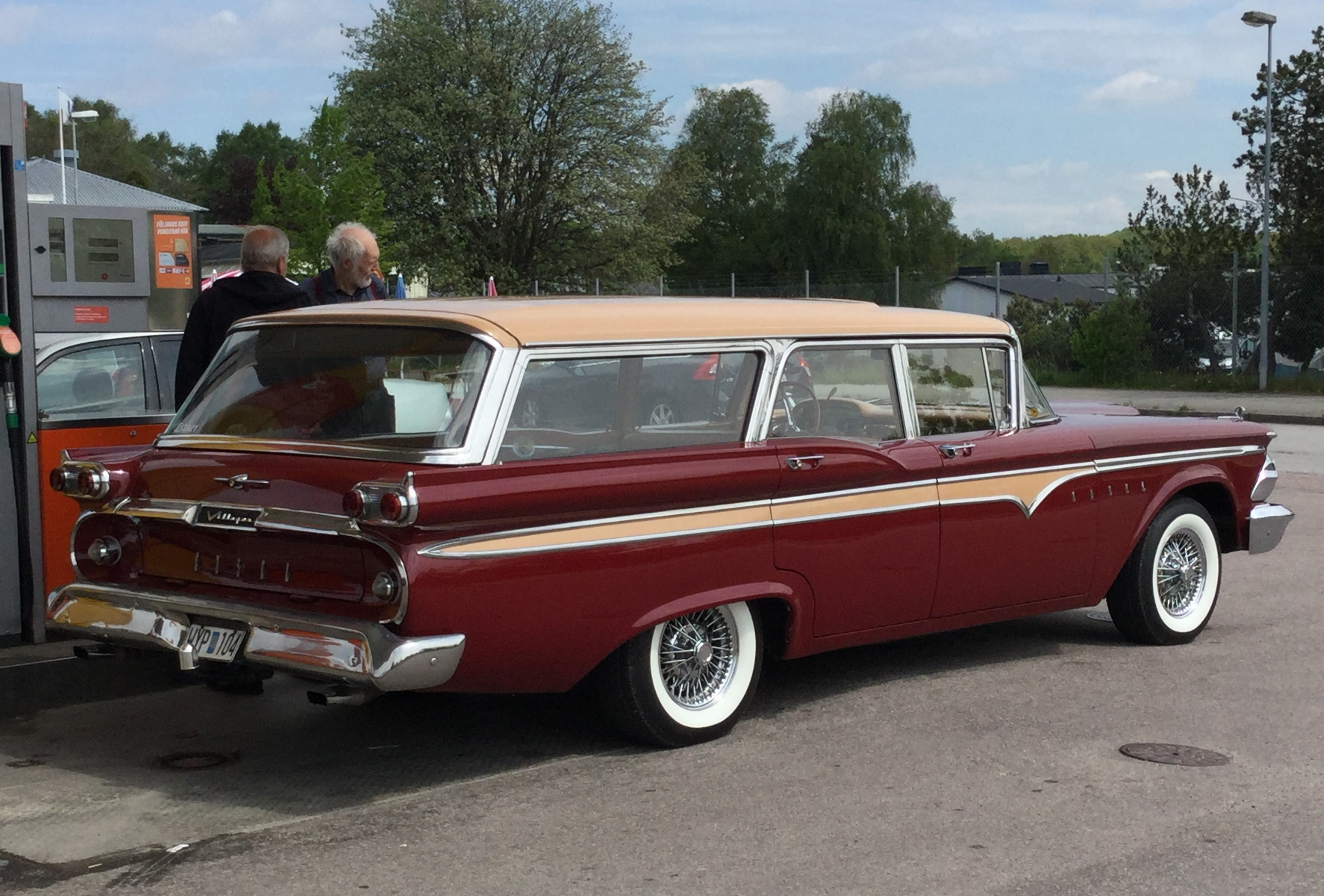
1959 Edsel Villager
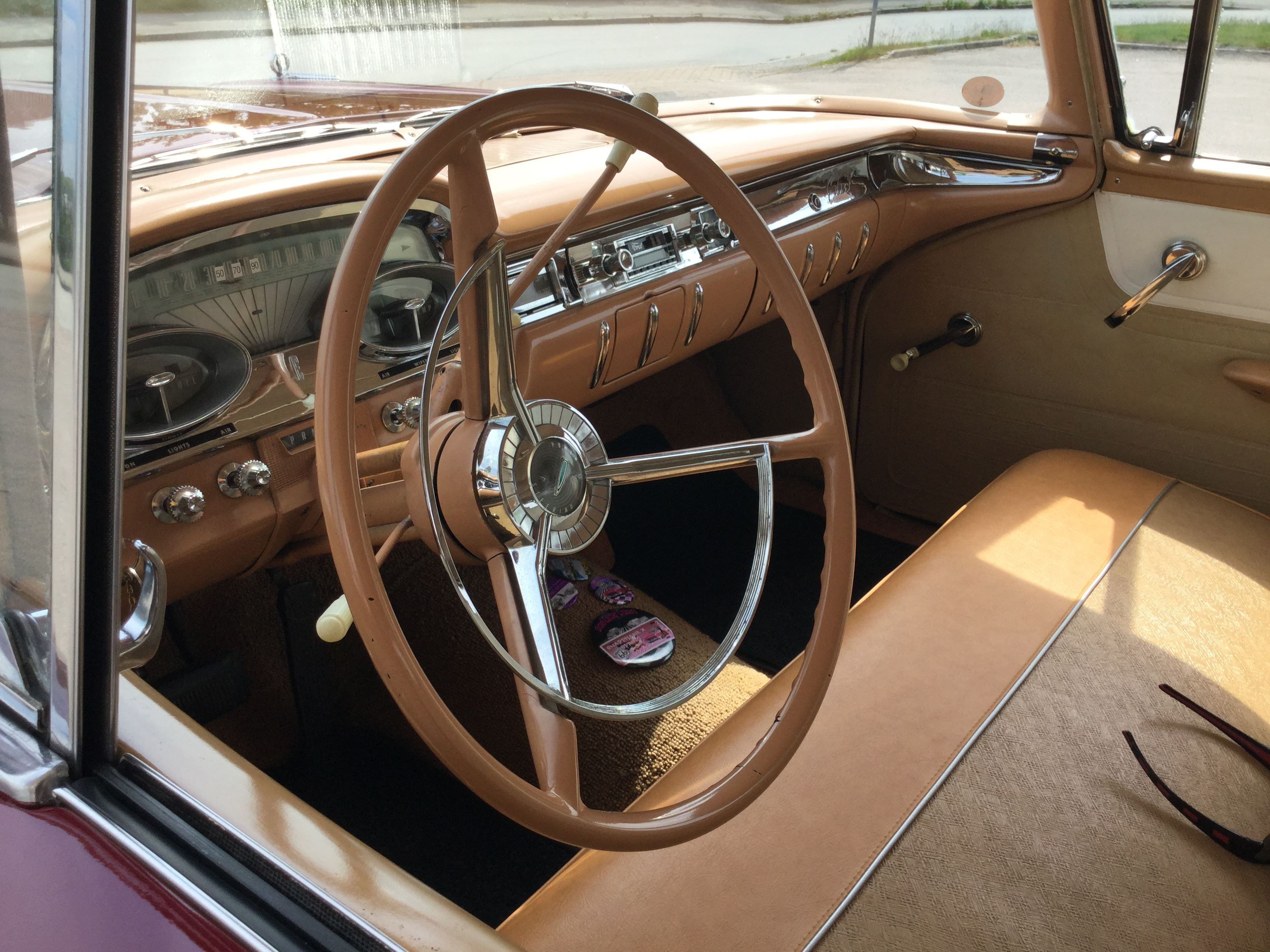
1959 Edsel Villager
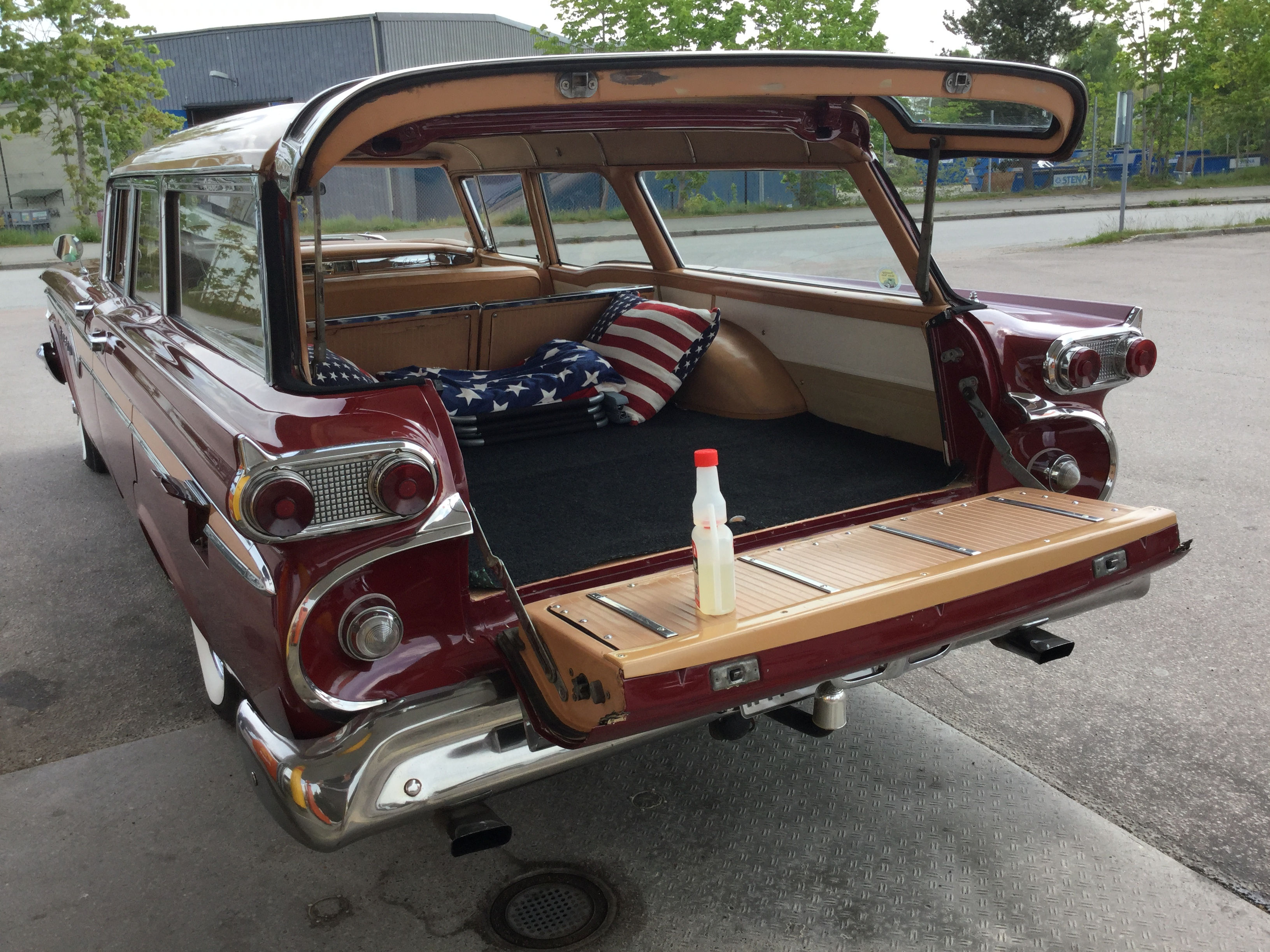
1959 Edsel Villager
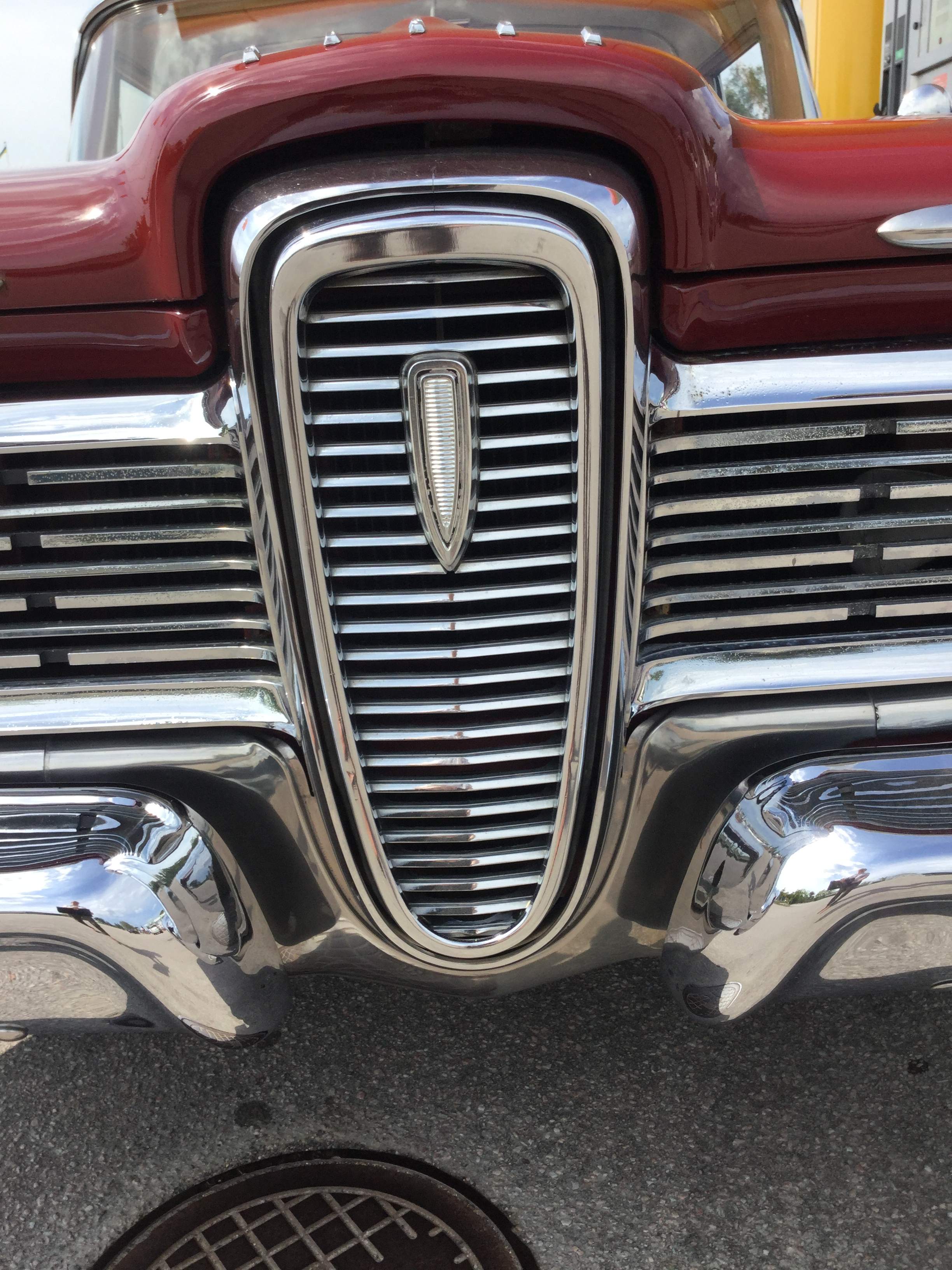
1959 Edsel Villager

### Fotnoter
1. ↑  Motorkoden för 292-motorn var för 1959 ett ”C” och för 1960 ett ”W”. Motorn uppgavs för 1960 utveckla 15 hk lägre effekt, men hade något större vridmoment jämfört med året innan
2. ↑  Den angivna vikten kommer från en källa som redogör för av den amerikanska bilförsäljarorganisationen NADA ursprungligen angivna termen Curb Weight vilket med undantag för 75 kg inräknad för föraren motsvarar den svenska termen tjänstevikt. För att få fram tjänstevikten har alltså dessa 75 kg lagts till, vilket förklarar eventuella avvikelser från andra källor.
3. ↑  Modellen fanns antingen som sexsitsig eller niositsig
4. ↑  De bumerangformade bakljusen på Edsel –58 stationsvagnar vår något problematiska på så sätt att på avstånd framstod en blinkning till höger som en pil pekande ned åt vänster och vice versa
5. ↑  Färgtillvalet ”Tri-tone”, vilket innebar att karossen, taket och pressningen på bakskärmarna var lackerade i tre sinsemellan olika kulörer, fanns inte att få på stationsvagnarna
6. ↑  Uppskattningsvis över 90 % av Villager-bilarna var utrustade med ”Teletouch”
7. ↑  I Mahwah producerades förseriebilar av Edsel från maj 1957 till årsskiftet 1957/58 och dessa bilar var märkta med bokstaven "E" i chassinumret
8. ↑   I San Jose producerades Edsel från juni 1957 till februari 1958 och dessa bilar var märkta med bokstaven "R" i chassinumret.
9. ↑  I Louisville pågick produktionen längst och bilar härifrån var märkta med bokstaven "U" i chassinumret
10. ↑  För modellåret 1959 kunde Ranger och Villager (däremot inte den dyrare modellen Corsair) förses med en billigare rak sexcylindrig motor som kallades ”Econo-Six” på 3 654 cc (223 kubiktum, motorkod ”A”) som utvecklade 107 kW vid 4 000 rpm (145 hk SAE) samt med ett vridmoment på 279.3 Nm vid 2 200 rpm (206 ft-lb). Samtliga modeller kunde dessutom mot pristillägg utrustas med den största 361 kubiktums V8-motorn kallad ”Super Express”, vilken så när som på en kompressionssänkning från 10.5:1 till 10.0:1 var identisk med den motor som satt som standard i Villager året innan. Villager 1959 var den modell som kunde fås med flest motoralternativ då dessutom ett fjärde alternativ, V8:an i Edsel Corsair på 5 437cc (332 kubiktum, motorkod ”B”) med angiven effekt 168 kW vid 4 000 rpm (225 hk SAE) och maximalt vridmoment 441 Nm vid 2 200 rpm (325 ft-lb), kunde fås mot pristilläg
11. ↑  Endast någon enstaka 59:a tillverkades vid Fords splitter nya anläggning i Allen Park, Michigan och dessa bilar var märkta med bokstaven "S" i chassinumret
12. ↑  I Louisville tillverkade man fortfarande Edsel fram till nedläggningen av märket den 19 november 1959 och bilar härifrån var märkta med bokstaven "U" i chassinumret
13. ↑  Visserligen nyregistrerades det ett knappt 10-tal Edsel i Sverige under 1959, men då det var frågan om 58:or som olika återförsäljare inte lyckats avyttra tidigare
14. ↑  Motoralternativen för 1960 var: ”Econo-Six” (exakt samma som året innan, men detta år med motorkod ”V”) och den för bilmärket nya V8-motorn kallad ”Express” på 5 766 cc (352 kubiktum, motorkod ”Y”) som utvecklade 221 kW (300 hk SAE) med ett maximalt vridmoment på 406.7 Nm (300 ft-lb)
15. ↑  I likhet med året innan så tillverkades några enstaka förseriebilar av Edsel vid Fords fabrik i Allen Park, Michigan